# Gruszka (medycyna)

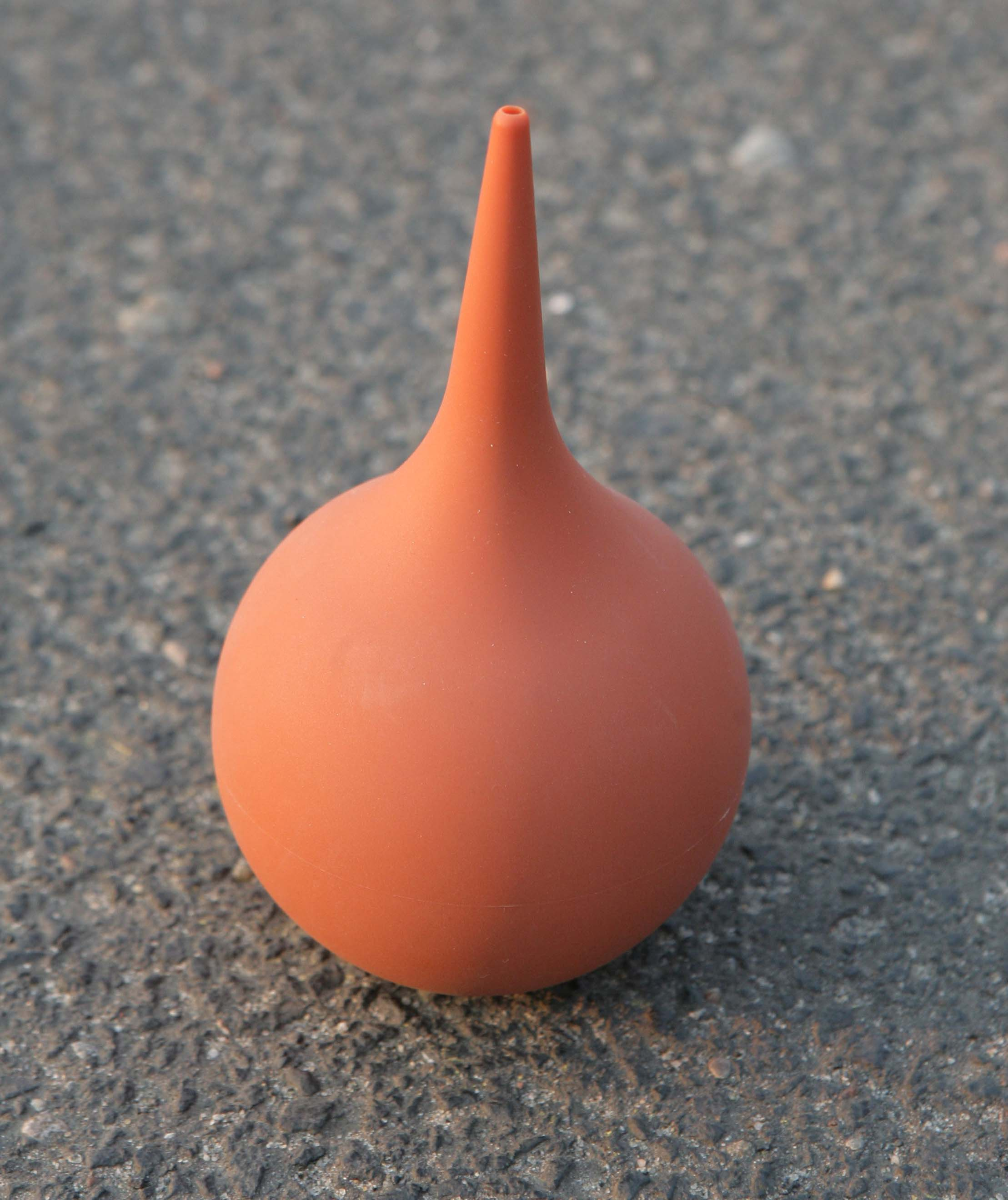
Gruszka kosmetyczna

Gruszka – narzędzie pracy pielęgniarskiej, służące do odsysania wydzielin organizmu lub do podawania leków w postaci płynnej do naturalnych otworów w ciele ludzkim.
Gruszka jest również bardzo często wykorzystywana do czyszczenia sprzętu fotograficznego, głównie matrycy światłoczułej i systemu luster w lustrzankach.

Przeczytaj ostrzeżenie dotyczące informacji medycznych i pokrewnych zamieszczonych w Wikipedii.